# Godfrey Mwasekaga
Godfrey Jackson Mwasekaga (ur. 7 marca 1976 w Kyela) – tanzański duchowny katolicki, biskup pomocniczy Mbeya od 2024

## Życiorys
Święcenia kapłańskie otrzymał 14 lipca 2005 i został inkardynowany do diecezji Mbeya. Pracował jako wikariusz, a następnie jako proboszcz parafii św. Piotra Klawera w Mlowo, był też dyrektorem kurialnego wydziału katechetycznego. W 2019 mianowany proboszczem parafii w Mwanjelwa oraz wikariuszem generalnym archidiecezji.
9 marca 2024 papież Franciszek mianował go biskupem pomocniczym archidiecezji Mbeya, ze stolicą tytularną Thuburbo Minus.
26 maja 2024 otrzymał święcenia biskupie w Mbeya. Udzielił mu ich kardynał Polycarp Pengo. 